# Nové Město (Karviná)
Nové Město (německy Neustadt, lidově Stalingrad) je část statutárního města Karviné, založené v roce 1946 tehdejším předsedou vlády Klementem Gottwaldem.
Středem Nového Města vede jedna z nejdelších obchodních ulic, třída Osvobození. Přibližně uprostřed této třídy na přilehlém největším karvinském náměstí stojí budova kulturního domu s parčíkem a památníkem osvoboditelů. Třída protíná dvě náměstí, náměstí Budovatelů a náměstí Osvobození, a nepřímo navazuje na ulici Svatováclavskou v historickém centru. Roku 1953 byla v Novém Městě zprovozněna tramvajová trať spojující čtvrť s historickým centrem Fryštátu a hlavním nádražím v Karviné. V roce 1961 byla zrušena a nahrazena autobusy. Ve východní části Nového Města stojí železniční nádraží Karviná - město z roku 1898, dříve nádraží Fryštát, v dnešní době slouží pouze pro nákladní dopravu a mimořádné jízdy parních vlaků.[zdroj?]